# Uporaba substanc za izboljšanje učinkovitosti na delovnem mestu
Sodobna delovna okolja od posameznika zahtevajo vedno večjo zmogljivost, učinkovitost in storilnost. Zaposleni morajo biti visoko motivirani, učinkoviti, produktivni, željni uspeha in v vedno krajšem času dosegati vedno več. Čas za počitek se krajša, delitev med delovnim in prostim časom je vedno bolj zabrisana, tekmovalnost zaposlenih za omejene vire oziroma ohranjanje zaposlitve je vedno večja.. Zahteve delovnih okoljih so tako vedno večje, zaposleni pa jih vedno težje dosegajo, zaradi česar v zadnjem času narašča raba različnih substanc za namene izboljšanja učinkovitosti na delovnem mestu. Nekateri posamezniki se v te namene poslužujejo farmakoloških sredstev (FSK), v zadnjem času pa kot alternativa FSK narašča tudi uporaba zelo majhnih odmerkov psihedeličnih substanc.

## Farmakološka sredstva (FSK)
Ena izmed sredstev, ki se uporabljajo za krepitev kognitivnih zmožnosti, so farmakološka sredstva.
Le-ta naj bi povečala posameznikovo:
- pozornost,
- budnost,
- razmišljanje,
- pomnjenje,
- učenje in
- odločanje.

V te namene naj bi se najpogosteje uporabljali Metilfenidat (MFT; npr. Ritalin) in amfetaminske soli (AMF; npr. Adderall), ki se sicer uporabljata za zdravljenje motnje pomanjkanja pozornosti in hiperaktivnosti, ter Modafinil (MOD; npr. Provigil), ki se sicer uporablja za zdravljenje kronične zaspanosti. 

### Pozitivni učinki
MFT in AMF naj bi imela pozitivne učinke na pomnjenje in spominjanje, pri nekaterih pa tudi na izvršilne funkcije. MFT je izboljšal tudi opravljanje novih nalog in nalog, ki zahtevajo pozornost ter pospešil načrtovanje pri zapletenih nalogah.
MOD je izboljšal užitek pri opravljanju kot tudi kakovost izvedbe nalog, povezanih z načrtovanjem, odločanjem ter prostorskim in vizualnim pomnjenjem, ter okrepil čas odzivnosti, logično sklepanje in reševanje problemov. Prav tako je izboljšal pozornost pri spočitih posameznikih ter ohranil višjo mero budnosti, pomnjenja in izvršilnih funkcij pri neprespanih posameznikih.

### Negativni učinki
Pozornost oz. osredotočenost je zmožnost, ki sčasoma začne upadati oz. se izčrpa, dlje oz. bolj intenzivno kot jo vzdržujemo. Nanjo pomembno vpliva izpolnjenost osnovnih fizioloških potreb, kot so spanec, prehrana, gibanje, sprostitev in počitek. Dolgotrajna prikrajšanost za ustrezni spanec in počitek lahko povzroči precenjevanje lastnih zmožnosti in sčasoma vodi v splošen upad kognitivnih zmožnosti, pojavijo se napake in nepozornosti, ki vodijo do nezgod, materialnih in telesnih poškodb ter slabo opravljenih delovnih nalog. Neprespanost in utrujenost, ki presegata 48 ur, lahko prispevata k negativnim stranskim učinkom, kot so razdražljivost, agresija in splošen upad kognitivnih zmožnosti.
Dolgoročni vplivi FSK na zdravje še niso znani, vendar pa je možno, da bodo izvirali iz dolgotrajnega odlaganja počitka, sprostitve in spanca, ki lahko vodi v splošno izgorelost. Nezadosten in nekakovosten spanec je tudi povezan s povečanim tveganjem za razvoj vrste bolezni, od kardiovaskularnih, prek motenj razpoloženja, do verjetnejšega in zgodnejšega razvoja demenc in Alzheimerjeve bolezni.

### Uporaba na delovnem mestu
Uporaba FSK naj bi bila najbolj prisotna pri poklicih, ki so kognitivno intenzivni, ter tistih, od katerih je odvisna varnost in življenja drugih ter pri izmenskem ali nočnem delu (npr. piloti, letalski kontrolorji, zaposleni v zdravstvu, sploh kirurgi in medicinske sestre, prevozniki, borzni posredniki in finančniki). Njena razširjenost je pogosto omenjena tudi v zagonskih podjetjih in pri programerskih poklicih, kot npr. v Silicijevi dolini, kjer so dolgi delovni dnevi in noči ter visoka tekmovalnost že skoraj samoumevni. Raba FSK naj b omogočala povečanje produktivnosti, večjo koncentracijo, lažje soočanje z zahtevnimi in pomembnimi intelektualnimi in delovnimi izzivi ter hitro prilagajanje ritmom dneva in noči. Posameznik lahko usmeri pozornost le na nalogo, ki jo trenutno izvaja in izloči vse ostale moteče dejavnike.

### Kritika
FSK se pogosto uporabljajo za blaženje simptomov, kot so padajoča pozornost, slaba koncentracija, umska preobremenjenost, zaspanost in utrujenost. Vendar pa s svojimi učinki ne naslavljajo samih vzrokov, ki običajno izvirajo iz nezadostnega počitka, spanca in umske sprostitve, zato lahko predstavljajo le kratkotrajno blaženje ali krepitev, ne pa dolgoročne rešitve. Na dolgi rok takšno odlaganje regeneracije vodi v neravnovesje ter v umsko in tudi fizično izčrpanost, ki sčasoma lahko napreduje v izgorelost ter pojav različnih resnih bolezni, motenj in okvar. Na ravni posameznika je pomembno poznavanje alternativnih pristopov h krepitvi kognicije, ki vključujejo ustrezen spanec, počitek, telesno gibanje in različne tehnike umskega urjenja.

## Mikrodoziranje
Mikrodoziranje je sicer tehnika, ki se uporablja za preučevanje novih farmakoloških učinkovin, pri kateri raziskovalci testnemu subjektu dajo tako majhne odmerke neke učinkovine, da ti še nimajo opaznih zdravilnih ali potencialno toksičnih učinkov, vendar vseeno dovolj velike, da ti pri testirancu sprožijo celičen odziv. Ta tehnika raziskovalcem tako omogoča manj tvegano preučevanje farmakoloških učinkovin.
Mikrodoziranje s psihedeliki pa se nanaša na zaužitje tako majhnih odmerkov psihedelika, da ti še ne sprožijo psihedeličnih učinkov, v smislu opaznih sprememb zaznavanja in miselnih procesov, torej lahko posameznik nemoteno opravlja svoje vsakodnevne obveznosti, vendar pa naj bi pri posamezniku povečali njegovo ustvarjalnost in učinkovitost, ojačalo voljo in čutenje okolice, izboljšalo njegovo izrazno moč in komunikativnost, ter zmanjšali občutke tesnobe in depresivnih misli.
Število ljudi, ki uporabljajo mikrodoziranje za izboljšanje učinkovitosti na delovnem mestu  narašča, vendar pa ni bila do danes o njegovih kratkoročnih in dolgoročnih učinkih narejena še nobena klinična raziskava.

### Fadimanova raziskava
Edini, ki se je do sedaj sistematično lotil preučevanja učinkov mikrodoziranja, je James Fadiman. Ravnokar izvaja raziskavo, pri kateri zbira poročila ljudi o njihovi izkušnji mikrodoziranja psihedelikov. Pred nekaj leti je v enem svojih del analiziral nekaj poročil posameznikov o njihovi izkušnji z mikrodoziranjem. Posamezniki so poročali o tem, da so imeli več energije, bili bolj ustvarjalni, lažje dosegali in tudi ostajali v »flow« stanju (stanje, v katerem smo popolnoma predani svoji dejavnosti, smo kot v toku in doživljamo optimalno izkušnjo). Na svoje delo so bili zlahka osredotočeni, njihov um je bil izostren, skoraj brez prestanka so delali tudi po pet ur skupaj ter dosegali boljše rezultate. Delo je postalo ustvarjalna igra. Bili so bolj zavzeti in strastni pri svojem delu in v njem resnično uživali. Poleg tega so poročali o boljši komunikaciji in odnosih z drugimi, postali so bolj odprti, bolj so se zavedali sebe in okolice. Eden od posameznikov je poročal tudi o tem, da ga je delovanje z več energije sčasoma utrudilo, zato je bila zanj zelo pomembna dovoljšna količina dobrega spanca. Eden od udeležencev te preliminirane raziskave je poudaril pomembnost tega, da mikrodoziramo s pravimi nameni in izražamo spoštovanje do psihedelikov, kar je tudi sicer eden najpomembnejših faktorjev pri jemanju psihedelikov, ki pomembno vpliva na psihedelično izkušnjo.

### Anekdotični viri o učinkih mikrodoziranja
Poleg preliminarne raziskave Fadimana obstaja o mikrodoziranju tudi kar nekaj anekdotičnih virov, predvsem v obliki poročanja ljudi o njihovih izkušnjah v člankih na raznih spletnih straneh. Tudi ti poročajo o zelo podobnih učinkih, torej predvsem o višku energije ("psihedelična kava") in posledično večji izčrpanosti ob koncu dneva, večji odprtosti, hvaležnosti, potrpežljivosti, »flow-u«, ustvarjalnosti, večji duhovnosti in zmanjšanju depresije in anksioznosti.

### Osnovni napotki uporabe
Tako Fadiman kot tudi številne spletne strani opozarjajo na uporabo nekaterih osnovnih napotkov za manj tvegano mikrodoziranje: 
1) Začeti je potrebno z manjšim odmerkom in opazovati učinke, ki jih ima psihedelik na posameznika (cilj je doseči odmerek, ki ne bo oviral pri vsakodnevnih aktivnostih),
2) Tekom mikrodoziranja slediti normalni rutini, sploh pri spanju in prehrani.
3) Upoštevati Fadimanovo metodo in jemati odmerke na štiri dni.

### Kritika
- Psihedeliki so prepovedana substanca, kar močno otežuje njihovo rabo, sploh na delovnem mestu, kjer bi te njihova uporaba lahko stala tudi službe (ob morebitnem testiranju). Zaradi ilegalnosti je potrebno psihedelične substance pridobivati na črnem trgu, torej posameznik nikoli ne ve, kako "čiste" so (to pa doziranje pravih odmerkov še toliko bolj oteži).
- Potrebne so raziskave, ki bi sistematično preučevale tako kratkotrajne kot dolgotrajne učinke mikrodoziranja. Zaradi ilegalnosti psihedelikov pa je trenutno še vedno zelo težko pridobiti dovoljenje za izvajanje raziskav. Vendar pa bi bilo to, glede na naraščajoči trend njihove uporabe še toliko bolj potrebno.
- Učinek psihedelikov je močno odvisen od tega, ali jih uporabljamo s pravimi nameni, v pravem kontekstu in s spoštovanjem do substance. Gotovo je zelo vprašljiv namen, če psihedelike na skoraj vsakodnevni ravni uporabljamo za doseganje čim večje konkurenčnosti podjetja in čim večje učinkovitosti pri delu preko svojih zmožnosti.
- Zelo problematično je, da na vsakodnevni ravni potrebujemo katerokoli učinkovino za doseganje zahtev našega delovnega mesta. Uporaba substanc ne sme služiti kot nadomestilo za zdravo delovno okolje.

## Seznam sklicev
1. 1 2 3  Pustovrh, T. (19. oktober 2015). »(Zlo)raba farmakoloških učinkovin za krepitev kognicije na delovnem mestu«. Pridobljeno 20. marca 2017.
2. 1 2 3 4  Pustovrh, T. (19. oktober 2015). »(Zlo)raba farmakoloških učinkovin za krepitev kognitivnih sposobnosti«. Pridobljeno 20. marca 2017.
3. 1 2  »Mikrodoziranje s psihedeliki«. 8. februar 2016. Arhivirano iz prvotnega spletišča dne 20. oktobra 2016. Pridobljeno 4. marca 2017.
4. 1 2  Fadiman, J. (2011). The psychedelic explorer's guide: Safe, therapeutic, and sacred journeys. Rochester: Park street press.
5. 1 2  Gray, S. (11. januar 2009). »The benefits of low dose psilocybin mushrooms«. Arhivirano iz prvotnega spletišča dne 24. februarja 2017. Pridobljeno 5. marca 2017.
6. 1 2  Koebler, J. »A brief history of microdosing«. Arhivirano iz prvotnega spletišča dne 6. marca 2017. Pridobljeno 5. marca 2017.
7. 1 2  Schrip, M. »The revolutionary way of using psychedelics«. Pridobljeno 4. marca 2017.